# روزشمار جنگ غزه (۲۰۰۸–۲۰۰۹)
روزشمار جنگ غزه ۲۰۰۸ - ۲۰۰۹ گزارشی از حوادث، رخدادها و تحولاتی است که از دسامبر ۲۰۰۸ تا پایان ژانویه ۲۰۰۹، در چهارچوب جنگ غزه ۲۰۰۸ - ۲۰۰۹ به‌وقوع پیوسته‌اند. در این مقاله در کنار شرح رخدادهای حادث شده در طی عملیات نظامی طرفین درگیر، به فعالیتهای دیپلماتیک و سیاسی کشورهای مرتبط با جنگ و سازمانهای جهانی و اقدامات و واکنشهای مردم و سازمانهای غیردولتی پرداخته شده است.

## دسامبر ۲۰۰۸
۲۷ دسامبر ۲۰۰۸

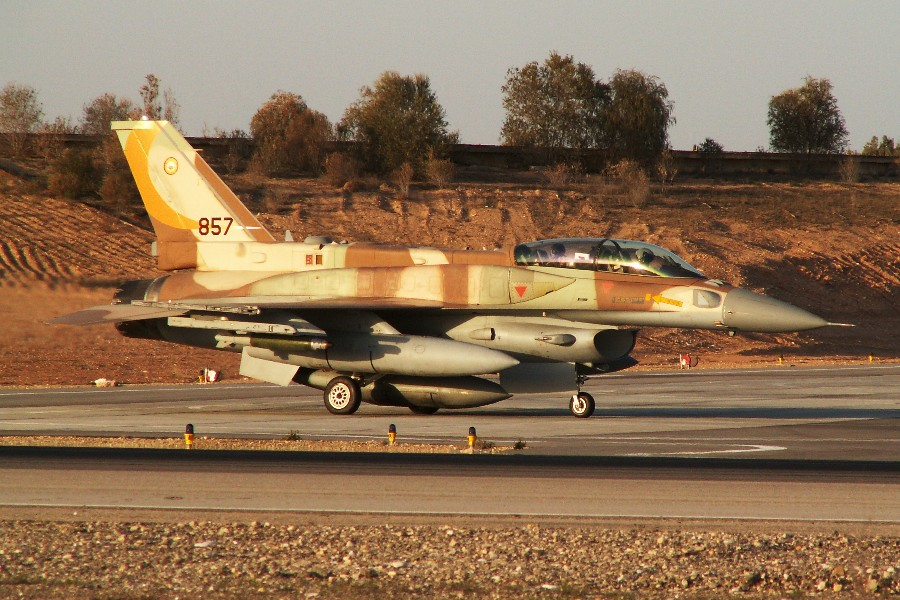
جنگنده اف-۱۶ متعلق به اسکادران ۱۰۷ ارتش اسرائیل در حال برخاست از باند فرودگاه

بمباران جشن پایان دوره‌ای افسران پلیس حماس اولین هدف حمله هوایی جنگ بود که با موفقیت ۹۵٪ پایان یافت.

- آغاز تهاجم ارتش اسرائیل به غزه در ساعت ۱۱:۳۰ صبح توسط جنگنده‌ها و بالگردهای نیروی هوایی اسرائیل با بمباران اماکن حساس در نوار غزه[۲] از قبیل: مراکز پلیس،[۳] مراکز امنیتی[۴] و تونل‌های زیرزمینی[۵]
- ۲۳۰ فلسطینی کشته و ۷۵۰ تن دیگر مجروح شدند.[۶]

۲۸ دسامبر ۲۰۰۸
- یک مسجد و ایستگاه تلویزیونی حماس[۷]
- ارتش اسرائیل مدعی شد ۴۰ تونل زیرزمینی متعلق به گروههای مبارز فلسطینی در نزدیکی رفح را نابود کرده.[۸]
- جلسه ۵ساعته و محرمانه شورای امنیت به درخواست لیبی.[۹]

۲۹ دسامبر ۲۰۰۸
- ساختمان وزارت کشور دولت حماس و دانشگاه اسلامی غزه [۱۰]
- در حدود ۸۰ موشک قسام به سوی شهرهای اسرائیلی اشکلون، سدروت، نتیوت و اشدود شلیک شد که در پی آن یک سرباز و یک زن غیرنظامی کشته و ۹ نفر نیز زخمی شدند.[۱۱]
- شروع عملیات دریایی ارتش اسرائیل در جنگ غزه با تکمیل محاصره دریایی در امتداد ساحل نوار غزه.[۱۲]

۳۰ دسامبر ۲۰۰۸
- ساختمان‌های وزارت امور خارجه، کشور، دارایی و دفتر اسماعیل هنیه، منازل اعضای حماس و تعاونی کشاورزی.[۱۳]
- رئیس شاباک مدعی شد در پی خسارات سنگینی که به حماس وارد شده، اعضای این گروه از تونلهای زیرزمینی در حال فرار به مصر هستند.[۱۴]
- اسرائیل اجازه ورود ۱۰۰ کامیون حامل کمکهای بشردوستانه و ۵ آمبولانس اهدایی ترکیه را از کرانه باختری به نوار غزه صادر رد.[۱۵]

۳۱ دسامبر ۲۰۰۸
- اسرائیل درخواست برنارد کوشنر را مبنی بر توقف حملات به مدت ۴۸ ساعت به منظور امدادرسانی را رد کرد.[۱۶]
- نشست اضطراری وزیران خارجه اتحادیه عرب در قاهره به منظور بررسی نبرد میان اسرائیل و حماس در نوار غزه. اعلام حمایت اتحادیه عرب از مواضع محمود عباس. درخواست عمر موسی ار محمود عباس مبنی بر انجام اقداماتی به منظور پایان حملات هوایی به نوار غزه.[۱۷]

## ژانویه ۲۰۰۹
۱ ژانویه ۲۰۰۹

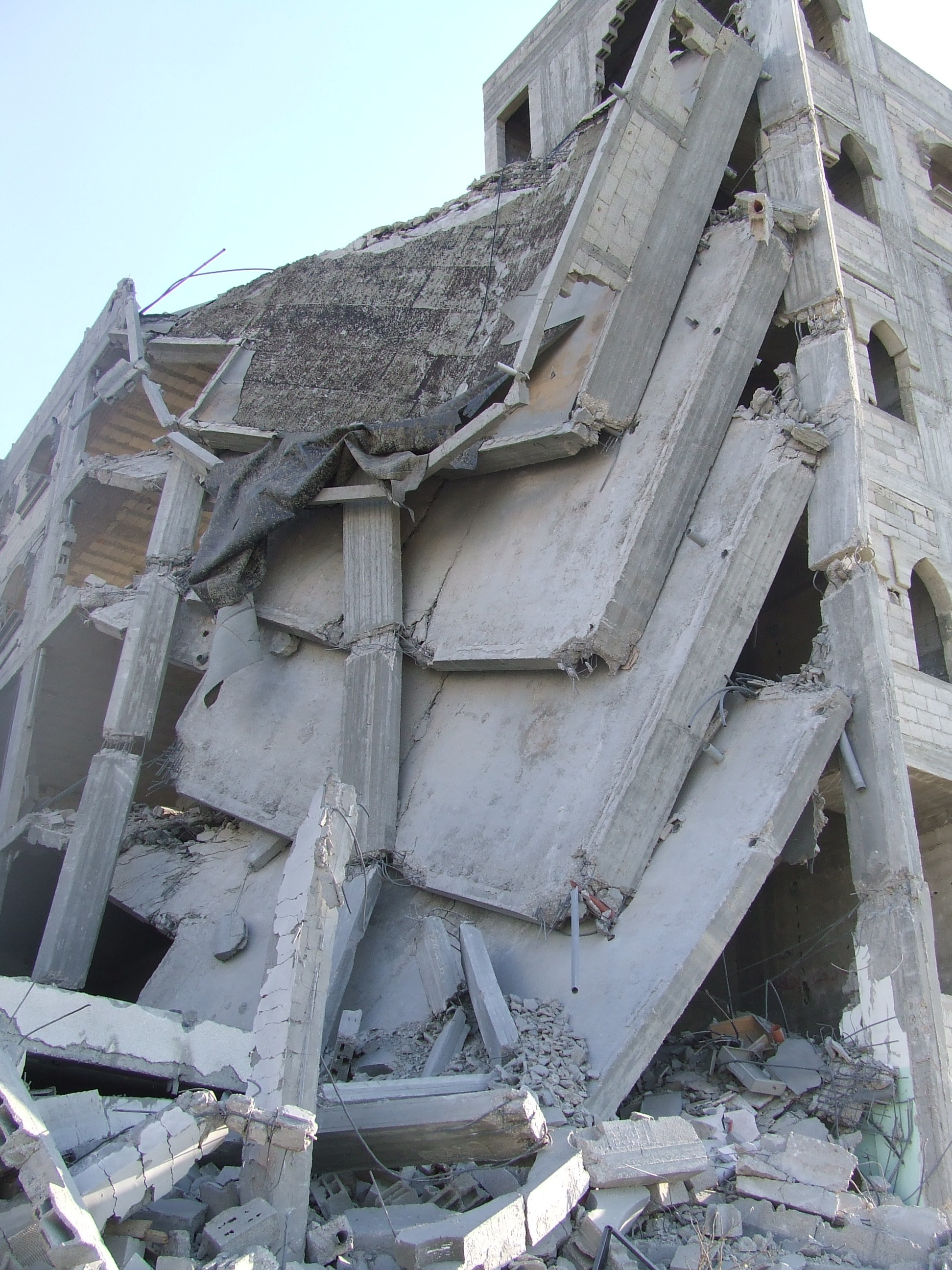
مناطق بمباران شده، رفح

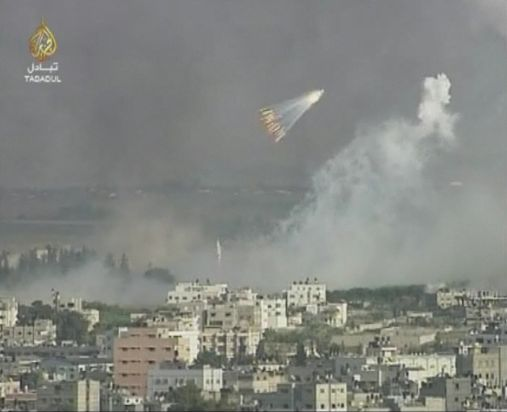
استفاده ارتش اسرائیل از بمبهای فسفر سفید، برای نخستین بار در جنگ غزه

مبارزان فلسطینی نوار غزه در حال آماده‌سازی موشکهای قسام برای شلیک به اسرائیل

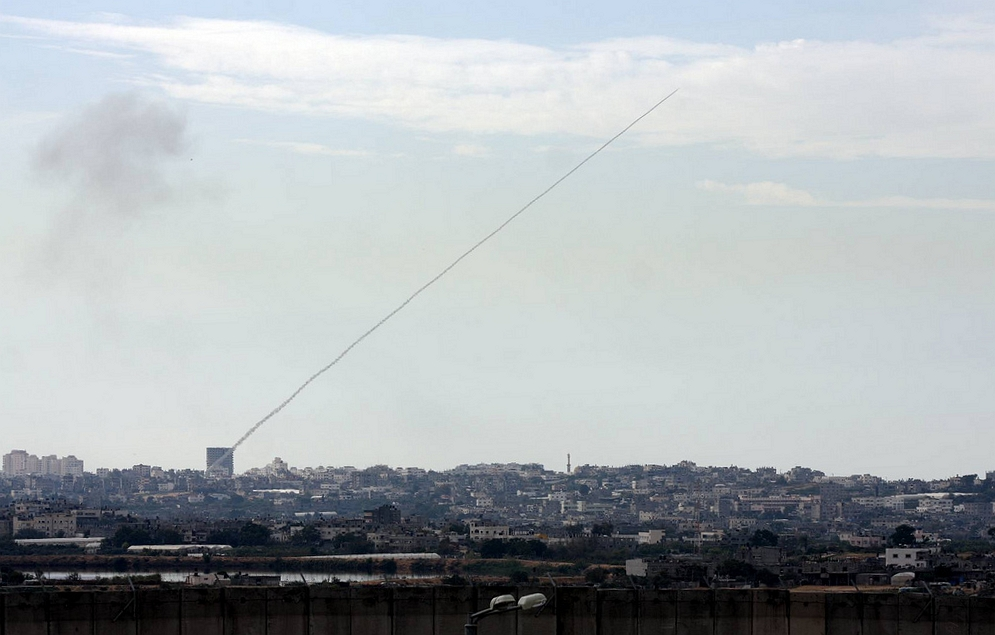
راکت پراکنی‌های شبه نظامیان حماس از درون نوار غزه

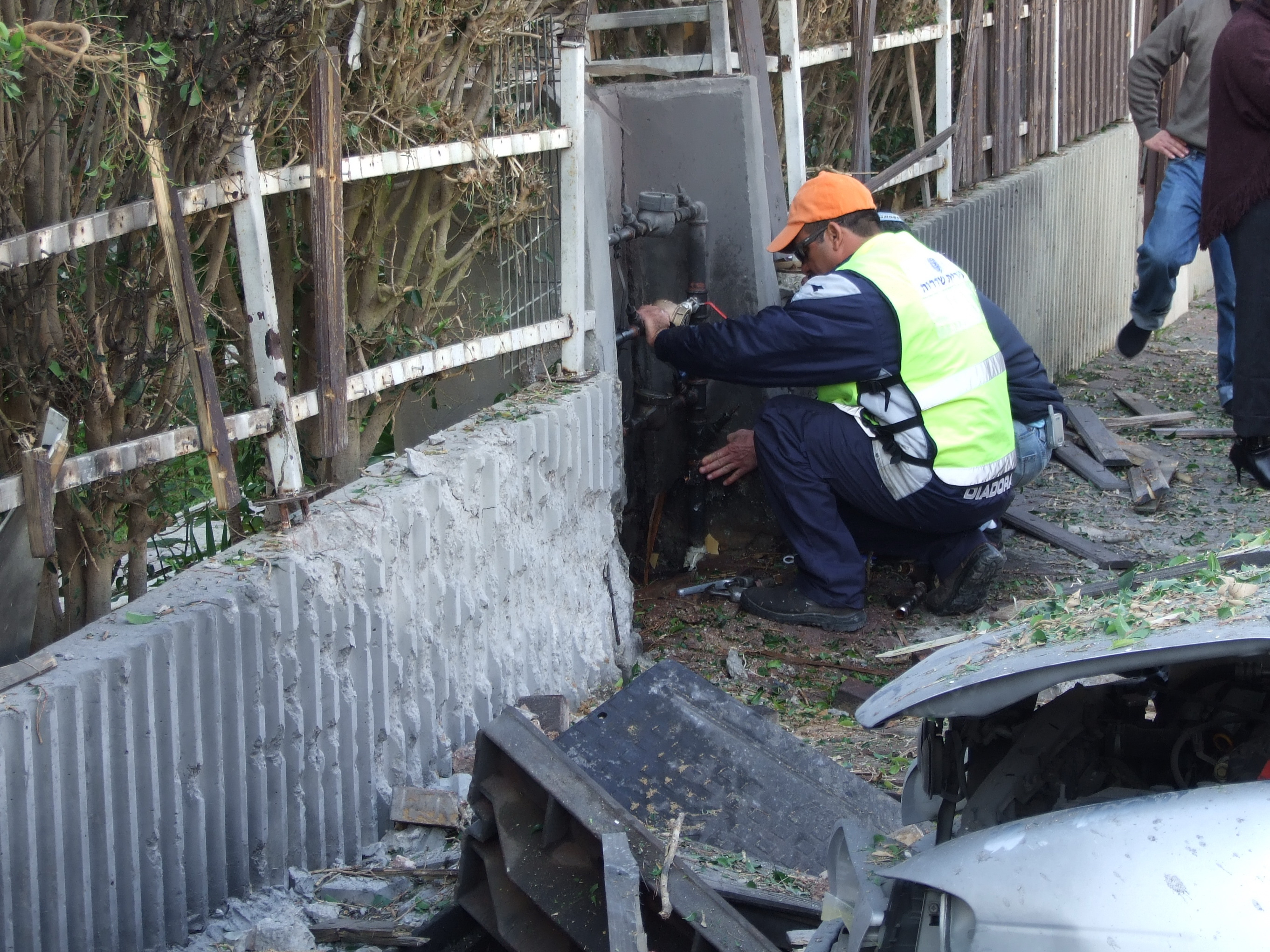
آسیب‌دیدگی تجهیزات آبرسانی شهر سدروت در اثر اصابت موشک مبارزان حماس

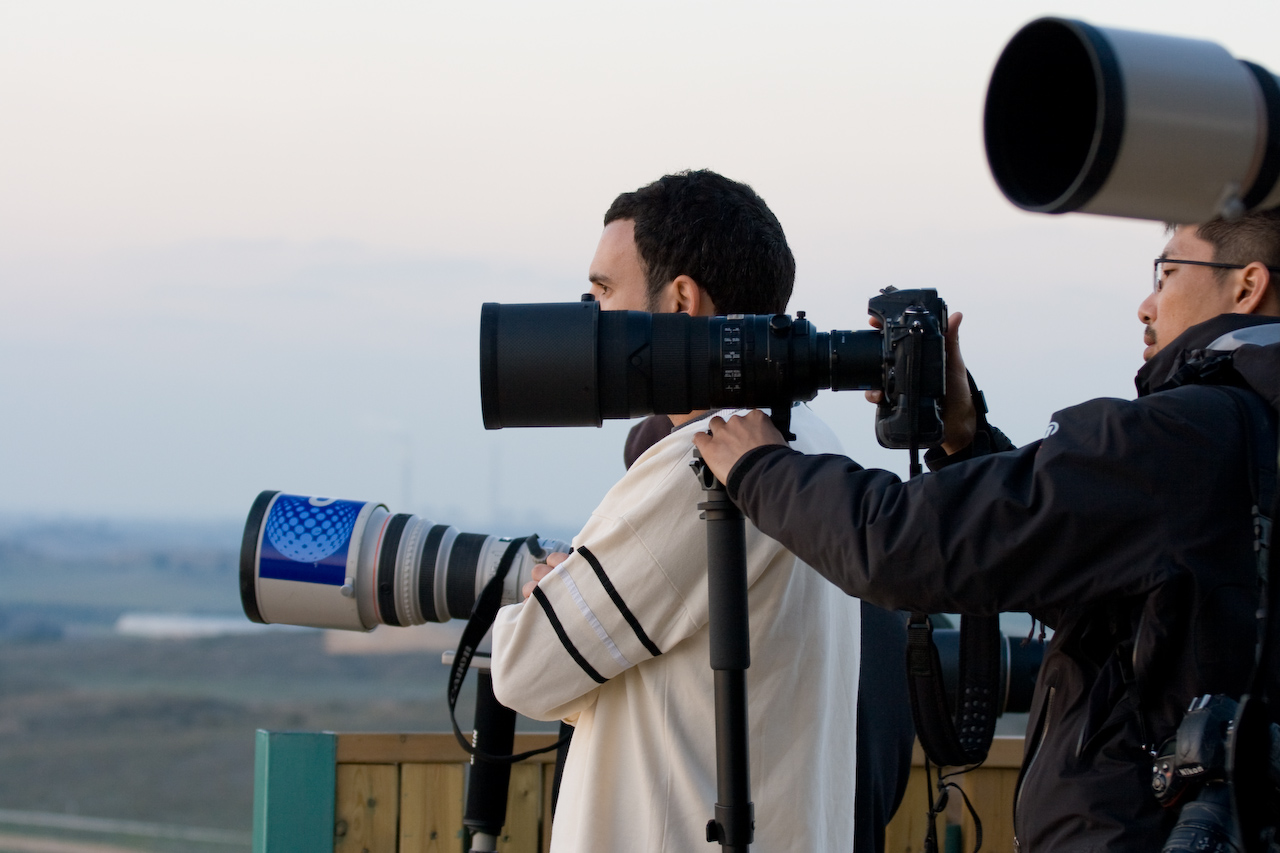
در طول جنگ ارتش اسرائیل از ورود خبرنگاران بین‌المللی به داخل نوار غزه جلوگیری به عمل آورد و بسیاری از آنان مجبور شدند از داخل مرزهای اسرائیل گزارش جنگ را مخابره کنند.

- مرگ نزار ریان، از فرماندهان حماس و خانواده‌اش در حمله موشکی اسرائیل به جبالیا.[۱۸]

۲ ژانویه ۲۰۰۹
- صدور بیانیه حماس مبنی برنامیدن این روز به نام روز خشم(به عربی:(به عربی: یَوم‌الغَضَب))[۱۹]
- تظاهرات گسترده فلسطینیان کرانه باختری در حمایت از حماس و علیه اسرائیل و برخی کشورهای عرب و محمود عباس که به درگیری با سربازان اسرائیلی انجامید.[۱۹]

۳ ژانویه ۲۰۰۹
- حمله موشکی IDF به مسجد ابراهیم المقادمه در بیت لاهیا و کشته شدن ۱۳ نمازگزار فلسطینی.[۲۰]
- کشته‌شدن ابوزکریا الجمال و اسماعیل غانم از فرماندهان شاخه نظامی حماس.[۲۱]
- آغاز عملیات زمینی ارتش اسرائیل در ساعات پایانی این روز از سمت گذرگاه کارنی در نوار غزه.[۲۲]

۴ ژانویه ۲۰۰۹
- آغاز عملیات زمینی ارتش اسرائیل در ساعات آغازین این روز از سمت گذرگاه بیت هانون و گذرگاه بیت لاهیا در نوار غزه.[۲۳]
- کشته شده ۳ تن از فرماندهان حماس به نامهای:حسام حمدان، محمد حلو و محمد شلبوخ در درگیری با نظامیان ارتش اسرائیل.[۲۴]

۵ ژانویه ۲۰۰۹
- آغاز درگیریهای سنگین زمینی همزمان با بمباران در شهر غزه بین طرفین درگیر و تلفات بالای غیر نظامیان ساکن در شهر.[۲۵]

۶ ژانویه ۲۰۰۹
- هدف قرار گرفتن مدرسه سازمان ملل در جبالیا.[۲۶]
- محمود زهار اعلام کرد مسلمانان مجاز هستند به انتقام از کشته شدن کودکان فلسطینی، کودکان یهودی را در هر جای دنیا بکشند.[۲۷]

۷ ژانویه ۲۰۰۹
- توقف ۳ ساعته حملات اسرائیل به غزه در جهت امدادرسانی به آسیب‌دیدگان.[۲۸]
- برای اولین بار از زمان آغاز جنگ در غزه شمال اسرائیل توسط موشک‌هایی از جنوب لبنان مورد حمله واقع شد.[۲۹]
- ارتش اسرائیل قایق متعلق به جنبش غزه آزاد را که قصد داشت بخشی از کمکهای بشردوستانه را به نوار غزه منتقل کند، توقیف کرد.[۳۰]

۸ ژانویه ۲۰۰۹
- تصویب قطعنامه ۱۸۶۰ شورای امنیت سازمان ملل متحد و درخواست آتش بس بدون وقفه در نوار غزه.[۳۱]
- شلیک ۳ فروند موشک از جنوب لبنان به شمال اسرائیل از جانب گروهی ناشناس که منجر به زخمی شدن ۲ شهروند در نهاریا گردید.[۳۲]

۱۳ ژانویه ۲۰۰۹
- انهدام کامل بیمارستان کاتولیکها در منطقه المغازی غزه توسط نیروی هوایی اسرائیل.[۳۳]
- بسیم نعیم، وزیر بهداشت دولت حماس مدعی شد اظهارات محمود زهار که مبنی بر درخواست کشتن کودکان یهودی بوده، سخنانی تحریف شده است و حماس مشکلی با پیروان مذهب یهود ندارد.[۳۴]

۱۴ ژانویه ۲۰۰۹
- برای بار دوم از زمان آغاز جنگ در غزه موشک‌هایی از جنوب لبنان خاک اسرائیل را هدف قرار دادند.[۲۹]
- انتشار ویدیوی در وبگاه خبرگزاری الجزیره که منتسب به اسامه بن‌لادن است و مخاطبان را به جهاد علیه اسرائیل فرا می‌خواند.[۳۵]

۱۵ ژانویه ۲۰۰۹
- سعید صیام، وزیر کشور دولت حماس در غزه بر اثر حملات هوایی اسرائیل، به همراه برادر و پسرش کشته شد.[۳۶]
- اسرائیل مرکز امداد رسانی سازمان ملل در غزه را پنج بار در طول دو ساعت مورد هدف قرار داد که باعث نابودی هزاران پوند غذا و کمک‌های پزشکی تهیه شده برای مردم غزه گردید.[۳۷][۳۸]
- اصابت یک موشک اسرائیلی به ساختمان خبرگزاریهای بین‌المللی در نوار غزه آسیب‌دیدگی ضلع جنوبی ساختمان؛ بدون تلفات انسانی.[۳۹]

۱۸ ژانویه ۲۰۰۹
- اسرائیل با پیروز خواندن خود، اعلام آتش بس یک جانبه کرد.[۴۰]
- بنیامین نتانیاهو در کنفرانس خبری نسبت به نتایج حاصله از جنگ غزه ابراز ناخشنودی کرد و عملیات سرب گداخته را ناقص دانست.[۴۱]
- حماس در یک بیانیه تلویزیونی از نظامیان اسرائیل خواست ظرف یک هفته نوار غزه را ترک کنند.[۴۲]

۲۱ ژانویه ۲۰۰۹
- خروج کامل ارتش اسرائیل از نوار غزه.[۴۳]